# 洛朗·夏拉
洛朗·夏拉（法語：Laurent Sciarra，1973年8月8日—），生于尼斯，法国前职业篮球运动员。他曾代表法国国家队参加2000年夏季奥运会男子篮球比赛，最终队伍获得银牌。